# امیلکار
امیلکار (انگلیسی: Amilcar) شرکت خودروسازی فرانسوی بود، که در سال ۱۹۲۱ تأسیس شد.